# Comité d'hygiène, de sécurité et des conditions de travail

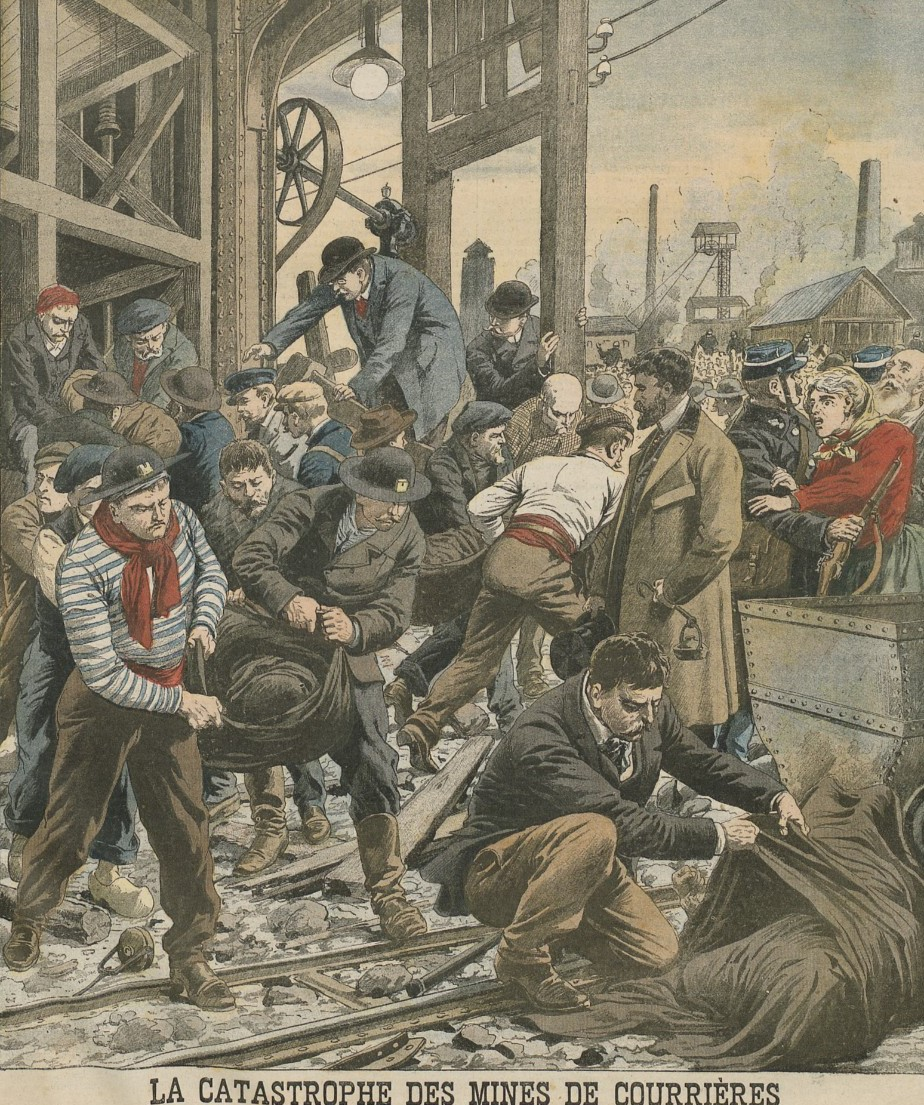
Institués en juillet 1890, les délégués mineurs sont à l'origine des CHSCT. Si elles avaient été suivies, les recommandations de l'un d'eux, Pierre Simon, auraient permis d'éviter les 1099 morts de la catastrophe de Courrières

Un comité d'hygiène, de sécurité et des conditions de travail (CHSCT) est, en France, une ancienne institution représentative du personnel au sein de l'entreprise ou de l'administration publique. La raison d'être des CHSCT est de formaliser le dialogue entre l'employeur et des représentants des salariés sur les questions de santé et sécurité au travail et, préoccupation apparue plus tard, de conditions de travail. Le CHSCT réunit donc l'employeur, une délégation du personnel et des professionnels de la santé au travail et du droit du travail. L'implantation des CHSCT, le mode de désignation de la délégation du personnel, les rôles et procédures varient selon qu'il s'agit du secteur privé ou de chacune des fonctions publiques.
Les premières instances préfigurant les CHSCT sont mises en place en 1890 mais seulement dans les mines. Les comités d'hygiène et de sécurité (CHS) apparaissent en 1926 dans l'industrie des métaux. L'Organisation internationale du travail préconise en 1929 l'organisation dans les entreprises de comités de sécurité. Les CHS sont progressivement étendus à toutes les activités et à un nombre croissant d'entreprises. En 1982, dans le monde de l'entreprise, les CHS sont remplacés par les CHSCT en reprenant le rôle des commissions d'amélioration des conditions de travail (CACT) qui avaient été créées entre-temps. 
Dans la fonction publique, les CHS sont maintenus au-delà de 1982. C'est d'abord dans la fonction publique hospitalière que le système des CHSCT est étendu, suivant d'ailleurs de près les règles appliquées au secteur privé. Les accords de Bercy sur le dialogue social, repris dans la loi du 5 juillet 2010, étendent le champ des CHSCT à toutes les fonctions publiques de l'État et territoriale.  
La réforme du code du travail français en 2017 via les ordonnances Macron supprime les CHSCT dans le secteur privé et les établissements publics à caractère industriel et commercial à partir de janvier 2018 ainsi que les délégués du personnel (DP) et le comité d'entreprise (CE) pour fusionner ces trois instances représentatives du personnel en une seule nouvelle instance le comité social et économique (CSE). 
Dans un second temps, les CHSCT disparaissent des trois fonctions publiques avec la  loi du 6 août 2019 de transformation de la fonction publique et la création, au 1er janvier 2023, des comités sociaux d'administration, territorial et d'établissement.

## Histoire

### Origines chez les mineurs
L'origine des CHSCT se retrouve dans la création des délégués mineurs inscrite dans la loi du 8 juillet 1890. Cette loi est le premier texte qui fait référence à une représentation du personnel orientée sur la sécurité. Dans les mines, ces délégués avaient pour mission de tenir un registre d'observations portant sur la sécurité ; ils devaient également signaler les infractions aux règles de sécurité, aux ingénieurs chargés des contrôles.
Le débat social de l'époque n'a cependant pas favorisé l'extension de cette mesure dans les autres secteurs industriels, le mouvement syndical français ayant des difficultés à se mettre d’accord sur une représentativité ouvrière au sein des entreprises et les chefs d’entreprises ne voyant pas d’un bon œil l’arrivée de délégués susceptibles de leur causer quelques tracas. 
Le débat paritaire sur les questions de sécurité s’est alors déplacé vers l’extérieur de l’entreprise au sein d’instances de concertation, à l’initiative en particulier d’Alexandre Millerand. Toutefois, ce paritarisme sur la sécurité ne prendra vraiment son essor qu’après la Seconde Guerre mondiale.
En 1926, des comités d'hygiène et de sécurité sont prévus, mais uniquement dans l'industrie des métaux. Même si le 21 juin 1929 une recommandation de l’Organisation internationale du travail avait préconisé l’institution de Comités paritaires de sécurité dans les entreprises, et que la création des délégués du personnel en 1936 a trouvé écho à cette idée d’expression sur la sécurité vue par les ouvriers, il faudra attendre le régime de Vichy pour voir apparaître les premiers comités de sécurité (CHS). C’est en effet par un décret du 4 août 1941, modifié le 1er décembre 1942, que furent institués des comités chargés de contrôler la sécurité dans les établissements industriels et commerciaux. 
Dans l’esprit des pouvoirs publics de l’époque, ces comités devaient être des points d’appui à l’action des inspecteurs du travail. La désignation des membres restait néanmoins extérieure à l’entreprise puisque ce sont les préfets qui les choisissaient à partir de listes préétablies.

### Hygiène et sécurité
À la fin de la guerre, c'est le mouvement social créateur de la sécurité sociale en France qui pousse les pouvoirs publics à intensifier les niveaux d’expression dans l’entreprise avec notamment la création des comités d'entreprise, avec l’idée de s’appuyer aussi sur les comités de sécurité (CHS) pour favoriser la prévention des risques.
Les comités vont donc évoluer. D’une part ils vont prendre en charge les questions non plus seulement de sécurité mais aussi d’hygiène et de santé, d’autre part, ils s’installent en tant que commission spécialisée du comité d’entreprise.
Parallèlement, la naissance de la Médecine du travail (décret du 1er août 1947), fait entrer l’entreprise dans une nouvelle ère, celle de la prévention des risques. Cette même année, les CHS deviennent obligatoires dans les établissements industriels comptant au moins 50 salariés, et au moins 500 salariés dans les autres établissements. 
Différents textes au cours des décennies suivantes tenteront de parfaire cette instance originelle, tels que la loi 73-1195 du 2 décembre 1973, qui institue des commissions d'amélioration des conditions de travail (CACT) au sein des comités d'entreprise pour les établissements de plus de 300 salariés, ou le décret 74-274 du 1er avril 1974, qui ramène le seuil rendant obligatoire le CHS dans les établissements non industriels à 300 salariés (au lieu de 500). Viennent ensuite la loi 76-1106 du 6 décembre 1976 relative au développement de la prévention des accidents du travail, qui étend notamment la création de CHS à certains secteurs particuliers (BTP, mines et établissements et exploitations agricoles) et le décret 79-228 du 20 mars 1979 portant règlement d’administration publique relatif aux comités d’hygiène et de sécurité et à la formation à la sécurité, qui précise que le CHS participe à la préparation des actions de formation des salariés à la sécurité et veille à ce qu’elles soient réalisées et dispose par ailleurs que l’employeur doit présenter un programme annuel de prévention.

### Conditions de travail
Il faudra attendre les lois Auroux et la loi 82-1097 du 23 décembre 1982 du nouveau gouvernement socialiste pour que l'unification de l'approche « hygiène, santé et sécurité » et celle de l'amélioration des conditions de travail soit opérée, ce sujet étant antérieurement de la compétence des comités d'entreprise.
La jonction de ces deux approches s'est accompagnée d'un renforcement du rôle du CHS, qui devient CHSCT. Le nouveau CHSCT est obligatoire dans tous les établissements occupant 50 salariés et plus et se voit doté d'un droit d'alerte auprès de l'inspection du travail. Du fait de son adoption houleuse, cette réforme est en deçà du programme socialiste (61e proposition) qui voulait donner aux CHSCT le pouvoir d'interrompre le travail.

### Prévention des risques
La loi du 31 décembre 1991 constitue un tournant pour les CHSCT. Leur développement s’oriente désormais vers des questions d’exposition des salariés plus complexes et qui se jouent sur le long terme. Le CHSCT devient une instance représentative de stature similaire au CE. Son rôle s’élargit au champ de la prévention des risques, ce qui a nettement renforcé ses moyens entre autres en lui octroyant la possibilité de faire appel à des experts.
Le 17 avril 1991, la Cour de cassation leur reconnait la personnalité juridique, qui en fait des personnes morales. 
Puis, avec la loi du 30 juillet 2003, sa compétence s’élargit même à la prévention de l’ensemble des risques technologiques. Dans le même temps, les CHSCT deviennent plus sensibles à d’autres aspects du travail (troubles musculo-squelettiques, harcèlement sexuel et moral, addictions, stress…)
Ainsi, en un peu plus de 60 ans (depuis 1947), les CHS puis les CHSCT se sont installés dans le paysage de l’entreprise comme des acteurs incontournables de la prévention des risques et de la protection de la santé. Le CHSCT constitue alors « une instance de spécialité par rapport à la polyvalence du comité d'entreprise - ainsi qu'une instance de proximité à l'échelle de l'établissement - mais elle est désormais un acteur à part entière de l'entreprise ».

### Extension à l'ensemble de la fonction publique
Dans la fonction publique territoriale et celle de l'État, il existait des comités d'hygiène et de sécurité. Comme pour les entreprises avant 1982, la question des conditions de travail relevait d'une autre instance, les comités techniques paritaires. Toutefois, les syndicats revendiquaient l'évolution des CHS vers des CHSCT. Les accords de Bercy sur le dialogue social dans la fonction publique accèdent à cette demande et la loi du 5 juillet 2010 introduit les CHSCT dans les deux autres fonctions publiques. Cette nouveauté entre en vigueur au 1er novembre 2011 pour la fonction publique d'État et, pour la fonction publique territoriale, entre 2014 et 2016, à l'issue de chacune des élections de renouvellement des élus locaux (élections municipales de 2014, élections départementales et régionales de 2015).  

### Suppression dans le secteur privé
Pierre-Yves Verkindt a rendu en 2014 un Rapport sur le Comité d’Hygiène, de Sécurité et des Conditions de Travail, proposant au Conseil d'orientation sur les conditions de travail (COCT) un état des lieux des forces et faiblesses de cette instance (après plus de 30 ans d'existence) et trente-trois propositions d'amélioration ou d'évolution.
Le CHSCT a été supprimé le samedi 23 septembre 2017 par ordonnance dans le cadre de la réforme du droit du travail. Son rôle a été transféré au comité social et économique (CSE), qui regroupe dorénavant les fonctions exercées jusqu'ici par les délégués du personnel, le comité d'entreprise (CE) et la CSSCT (Commission Santé, Sécurité et Conditions de Travail).

### Suppression dans la fonction publique
Entre 2017 et 2023, les CHSCT sont provisoirement maintenus dans la fonction publique d'État, dans la fonction publique hospitalière et auprès des agences régionales de santé. 
Dès 2019, la loi de transformation de la fonction publique prévoit que, à partir de janvier 2023, le comité d’hygiène, de sécurité et des conditions de travail (CHSCT) et l’ancien comité technique (CT) sont fondus dans un comité social (CS). Ce comité social est chargé de l’examen des questions collectives de travail à l’échelon duquel il est institué. C’est une instance dans laquelle les représentants du personnel :
- sont consultés sur les projets de texte relevant du champ de compétence du comité social ;
- débattent avec les représentants de l’administration des orientations générales sur les politiques de ressources humaines ;
- sont informés de la mise en œuvre des lignes directrices de gestion des ressources humaines.

Le comité social prend un nom spécifique selon le versant de la fonction publique dans lequel il s’inscrit :
- « Comité social d’administration » dans la fonction publique de l’État ;
- « Comité social territorial » dans la fonction publique territoriale ;
- « Comité social d’établissement » dans la fonction publique hospitalière.

## Implantation des CHSCT

### Secteur privé
La création et l'organisation d'un CHSCT sont obligatoires dans les établissements comptant au moins 50 salariés. Dans la mesure où les risques portant sur la santé et la sécurité s'appliquent à un site, c'est bien l'établissement qui est pris en compte, et non l'entreprise. Il peut donc y avoir plusieurs CHSCT au sein d'une même entreprise. 
En dessous  de 50 salariés, la création d'un CHSCT peut être imposée par l'inspecteur du travail pour tenir compte de risques particuliers. Sa décision peut être contestée devant le Directeur régional des Entreprises, de la Concurrence, de la Consommation, du Travail et de l'Emploi (DIRECCTE). 
Plusieurs entreprises comptant chacune moins de 50 salariés peuvent également s'entendre pour créer un CHSCT.

### Fonction publique hospitalière
Dans la fonction publique hospitalière, les établissements publics de santé et les établissements publics sociaux et médico-sociaux disposent de CHSCT dès lors qu'ils emploient au moins 50 personnes. 

### Fonction publique de l'État
Dans la fonction publique d'État, des comités d'hygiène, de sécurité et des conditions de travail sont implantés à différents niveaux : 
- à l'échelon central ;
- dans les services déconcentrés ;
- au sein des établissements publics.

À l'échelon central, il existe en principe un CHSCT ministériel auprès de chaque ministère. Toutefois, plusieurs ministères ayant une gestion commune des ressources humaines peuvent avoir un seul CHSCT. Il existe en outre un CHSCT de proximité d'administration centrale auprès du secrétaire général ou du responsable des ressources humaines. Il peut aussi être commun à plusieurs administrations centrales relevant de ministères proches.
Inversement, il peut aussi exister d'autres CHSCT à l'échelon central d'un ministère si le nombre de fonctionnaires est particulièrement important ou que les conditions de travail sont susceptibles de larges variations au sein de l'échelon central, des services déconcentrés et, éventuellement, des services à compétence nationale : un tel CHSCT est appelé CHSCT de réseau.  
Dans les services déconcentrés, il existe au moins un CHSCT par département, auprès du préfet. En fonction de chaque organisation locale, il peut exister d'autres CHSCT pour une administration déconcentrée en particulier ou pour plusieurs, relevant du même ministère ou d'un même échelon territorial (région ou département). 
Les établissements publics à caractère administratif disposent généralement d'un CHSCT, mais plusieurs établissements publics peuvent avoir un CHSCT en commun. 
Des CHSCT peuvent également être créés dans un service à compétence nationale ou auprès d'une autorité administrative indépendante. 
Il est possible enfin de constituer un CHSCT spécial pour répondre à des situations particulières, en particulier pour un immeuble ou un groupe d'immeubles rassemblant plus de 50 agents, relevant éventuellement d'administrations différentes, comme c'est le cas dans les cités administratives. 

### Fonction publique territoriale
Les collectivités territoriales, leurs groupements et leurs établissements publics employant au moins 50 agents sont tenues de créer un comité d'hygiène, de sécurité et des conditions de travail. Les services départementaux d'incendie et de secours le sont également indépendamment de l'effectif de leur personnel. 
Pour les collectivités de moins de 50 agents, les questions correspondantes sont discutées au comité technique du centre de gestion. 

## Attributions
Aux termes de l'article L. 4612-1 du code du travail français :  

« Le comité d'hygiène, de sécurité et des conditions de travail a pour mission : 
1. de contribuer à la protection de la santé physique et mentale et de la sécurité des salariés de l'établissement et de ceux mis à sa disposition par une entreprise extérieure ;
2. de contribuer à l'amélioration des conditions de travail, notamment en vue de faciliter l'accès des femmes à tous les emplois et de répondre aux problèmes liés à la maternité ;
3. de veiller à l'observation des prescriptions législatives et réglementaires prises en ces matières. »

La compétence du comité serait en fait celle des questions de santé au travail.
Le CHSCT a pour mission d'analyser les risques professionnels et de les prévenir. 
Le CHSCT procède à des inspections dans l'établissement. En cas de risque grave ou de projet d'aménagement important, le CHSCT peut faire appel à un expert agréé, rémunéré aux frais de l'entreprise.
Il a un pouvoir d'enquête en cas d'accident du travail ou de maladie professionnelle (voir plus bas). 
Le CHSCT est consulté par l'employeur sur toutes les questions importantes en matière de santé et sécurité. Cette consultation est obligatoire avant la mise en place de techniques nouvelles, d'une organisation nouvelle ou de modification des cadences de production. 
Le CHSCT reçoit une fois par an des documents du chef d'entreprise dont un rapport faisant le bilan de l'hygiène et de la sécurité dans l'entreprise, le plan d'activité annuel établi par le médecin du travail, ainsi que le programme annuel des actions envisagées dans ce domaine par le chef d'établissement, programme construit sur la base du document unique d'évaluation des risques.
En vertu du décret no 2012-571 du 24 avril 2012, les CHSCT présents au sein des établissements publics d'enseignement supérieur examinent les questions de santé, de sécurité et de conditions de vie étudiante concernant les étudiants. 

## Composition
Le CHSCT est présidé et animé par l'employeur (chef d'entreprise ou d'établissement ou son représentant dans le secteur privé, représentant de l'autorité dans la fonction publique). Sa composition inclut : 
- le président ;
- une délégation du personnel ;
- des personnes qualifiées siégeant à titre consultatif.

Le président du CHSCT peut éventuellement être assisté de collaborateurs (si la majorité des membres du CHSCT donnent leur accord).
La composition et le mode de désignation des membres de la délégation du personnel varie selon les secteurs.
Chaque CHSCT dispose d'un secrétaire qui est désigné par la délégation du personnel en son sein. 

### Secteur privé
Dans le secteur privé, le CHSCT est présidé par le chef d'entreprise ou son représentant. La délégation du personnel est désignée par un collège unique composé des délégués du personnel et des élus du comité d'entreprise. Les élus du personnel comprennent un tiers de cadres ou agents de maîtrise. Ils sont élus pour deux ans et peuvent cumuler ce poste avec d'autres mandats. Ils ne disposent pas de suppléants, mais néanmoins leur présence au CHSCT peut être prévue par voie d'accord collectif ou résulter d'usages.
| Effectifs de l'établissement | Délégation du personnel                          |
| ---------------------------- | ------------------------------------------------ |
| Jusqu'à 199 salariés         | 3 salariés (dont 1 cadre ou agent de maîtrise)   |
| De 200 à 499 salariés        | 4 salariés (dont 1 cadre ou agent de maîtrise)   |
| De 500 à 1 499 salariés      | 6 salariés (dont 2 cadres ou agents de maîtrise) |
| À partir de 1 500 salariés   | 9 salariés (dont 3 cadres ou agents de maîtrise) |

Le médecin du travail, l'inspecteur du travail, l'agent du service prévention de la Caisse d'assurance retraite et de la santé au travail (CARSAT) ou son équivalent de la Mutualité sociale agricole (MSA) pour les entreprises relevant du régime agricole, l'Intervenant en prévention des risques professionnels (IPRP) et le responsable de la sécurité s'il existe, sont des membres de droit, avec une voix consultative.

### Fonction publique hospitalière
Dans les établissements relevant de la fonction publique hospitalière, le CHSCT est présidé par le directeur. La délégation du personnel se compose de deux collèges, pour les médecins et pharmaciens d'une part, pour les autres catégories de personnel d'autre part. 
Pour les médecins et pharmaciens, les membres du CHSCT sont désignés par la commission médicale d'établissement, à raison d'un représentant jusqu'à un effectif de 2 500 employés et de deux au-delà. Pour les autres catégories, la désignation est faite par les organisations syndicales en fonction des résultats aux élections des commissions paritaires. Le nombre de ces représentants est fixé comme dans le privé.
Outre le médecin du travail, le responsable des services économiques, l'ingénieur ou le technicien chargé de l'entretien des installations, le directeur de soins - coordonnateur général des soins et un professeur des universités-praticien hospitalier chargé de l'enseignement de l'hygiène siègent à titre consultatif.

### Fonction publique de l'État
Dans la fonction publique de l'État, l'autorité qui préside le CHSCT est le ministre pour le CHSCT ministériel, le secrétaire général ou le directeur des ressources humaines pour le CHSCT d'administration centrale, le préfet, le directeur ou le directeur général pour les CHSCT locaux. 
La délégation du personnel au sein du CHSCT ministériel, du CHSCT d'administration centrale ou du CHSCT de réseau compte jusqu'à sept membres, et celle des autres comités est comprise entre trois et neuf membres. 
La répartition des sièges est effectuée d'après le résultat des élections au comité technique correspondant, éventuellement en interpolant les résultats des élections à un CT de champ plus large ou plus étroit. 
Les membres de ces comités sont élus pour quatre ans (comme ceux des comités techniques) et disposent d'autant de suppléants que de titulaires. 
Le médecin du travail, les assistants et conseillers de prévention, la personne chargée de l'inspection du travail et le responsable de la sécurité s'il existe sont des membres de droit, avec une voix consultative.
Dans les établissements publics d'enseignement supérieur, deux ou trois représentants des usagers, désignés en fonction des résultats des élections au conseil d'administration, peuvent assister aux séances du CHSCT en formation élargie, mais avec voix consultative. Ils sont désignés pour deux ans.

### Fonction publique territoriale
Le CHSCT comprend des représentants de l'employeur et une délégation du personnel, le nombre des représentants du personnel étant au moins égal à celui des représentants de l'employeur. Les représentants de l'autorité territoriale employeur sont choisis parmi les élus locaux ou le personnel d'encadrement supérieur. Les représentants du personnel sont désignés par les syndicats. La répartition des sièges suit les résultats des élections au comité technique correspondant. Les représentants du personnel sont désignés pour quatre ans.

## Fonctionnement
Le CHSCT doit se réunir au moins une fois par trimestre dans le secteur privé, au moins trois fois par an dans la fonction publique de l'État. L'employeur convoque formellement ses membres. Il établit le projet d'un ordre du jour en collaboration avec le secrétaire. Les séances donnent lieu à l'élaboration du procès-verbal de la réunion. 
Une réunion extraordinaire est convoquée obligatoirement en cas :
- de demande motivée de deux des membres ;
- de danger grave et imminent constaté et conduisant à une divergence entre un membre du CHSCT et l'employeur sur « la réalité du danger ou la façon de le faire cesser »[39] ;
- d'accident ayant entraîné - ou ayant pu entraîner - des conséquences graves.

### Devoir d'alerte
En cas de danger imminent menaçant gravement la sécurité des travailleurs d'un chantier ou d'un atelier, le CHSCT peut mettre en œuvre une procédure d'alerte qui lui est conférée par l'article L. 4131-2 du code du travail : il peut alors prendre l'initiative d'informer l'employeur et de consigner par écrit dans un registre spécifique ce constat de danger grave et imminent.
En cas de divergence entre la majorité des membres du CHSCT et l'employeur sur les mesures correctives à prendre, notamment lors de l'exercice du droit de retrait, ce dernier en informe l'inspecteur du travail. Dans le secteur privé, la DIRECCTE peut saisir le juge des référés en vue d’ordonner la fermeture de l'atelier ou du chantier. Cette décision peut être assortie d'une condamnation au paiement d'une astreinte. 

### Recours à un expert
Le Code du travail français donne, depuis 1982, la possibilité au CHSCT de recourir à un expert (initialement, uniquement en cas de risque grave). Il s'agit d'un expert agréé par le Ministère du Travail, de manière à renforcer une concertation sociale mieux éclairée, en matière de choix techniques, et éventuellement permettre d'être mieux entendu par la Justice. 
Ce droit est réservé à deux cas particuliers :
- quand un risque grave, révélé ou non par un accident du travail, une maladie professionnelle ou à caractère professionnel est constaté dans l'établissement (L. 4614-12) ;
- quand un projet important peut modifier les conditions de santé et de sécurité ou les conditions de travail (L. 4614-12), notamment via l'introduction de « nouvelles technologies » au sein de l'entreprise[44]. L'expertise doit alors être faite dans un délai d'un mois[45].

La désignation d'un expert prend la forme d'une délibération, lors d'une séance ordinaire ou extraordinaire de l'instance, à condition que l'expertise demandée soit en lien avec un point de l'ordre du jour. La délibération doit être adoptée à la majorité des membres présents . L'employeur peut contester cette désignation auprès du Tribunal de grande instance.
La liste des experts agréés est publiée par décret. Ce droit est selon Paula Cristofaloassez peu utilisé (359 expertises CHSCT seulement en 2008 selon l'enquête  « Travailler-mieux » d’avril 2010, avec peu d'évolutions pour ce qui est du nombre de recours annuels jusqu'en 2013 . L'expert doit être choisi avec l’accord de l’employeur. En cas de désaccord de l’employeur, il est choisi par le tribunal de grande instance (TGI), ce qui est « très fréquent et une source supplémentaire de conflits ».
Dans la lignée de la constitution depuis le XIXe siècle d'une expertise en matière de maladies professionnelles, parfois conflictuelle, puis d'un droit autorisant les syndicats à faire appel à un expert-comptable (depuis 1945), au départ, il s'agissait d'experts en technologie chargés d'aider les CHSCT informés et consultés à propos de « projets important d’introduction de nouvelles technologies susceptible d’avoir des conséquences sur l’emploi, la qualification, la rémunération, la formation ou les conditions de travail du personnel ». Cette démarche faisait notamment suite aux approches prônées par la CFDT et des expériences du Syndex et de l'Association pour la recherche sur l'emploi des techniques (Arete), puis le droit a précisé que cette expertise ne serait associée qu'en cas de « risque grave » (parfois difficile à évaluer). Selon  Paula Cristofalo, la définition de l'expert auprès du CHSCT n'étant pas encore stabilisée ni celle de la profession assermentée qui y correspondrait, l'expertise en conditions de travail n'est pas autonome ; elle reste partagée entre le comité d'entreprise (CE) qui dispose aussi d'une expertise technologique et le CHSCT. Certains laboratoires et cabinets d'experts (78 en France en 2013) sont spécialisés (souvent autour du thème des risques professionnel, et parfois des risques sociopsychologiques au travail) sont plus sollicités par les CHSCT.
Un décret de 1993 fixe la qualité de l'expert (personne morale ou physique), ses devoirs, la durée de l’agrément (1 à 3 ans selon les cas). Il précise les 2 domaines possibles d'intervention : « organisation du travail et de la production » (avec les analyses sociotechniques des conditions de vie au travail ( santé et sécurité au travail...) et l'étude des impacts physiques (pénibilité) au regard des nuisances, problèmes d'hygiène et sécurité en faveur de la prévention des risques professionnels. Le législateur a choisi de faire traiter les demandes d'agrément (ou de renouvellement d'agrément) par des experts de l’Agence nationale pour l'amélioration des conditions de travail (Anact) et de l’Institut national de recherche et de sécurité (INRS) associés à une commission paritaire (depuis 2009, le Conseil d’orientation sur les conditions de travail, COCT).

### Moyens du CHSCT
Les membres du CHSCT disposent d'un crédit d'heures mensuel. Durant ce crédit d'heures, ils peuvent circuler librement dans les locaux de leur établissement afin de dialoguer avec les salariés, mais ils peuvent également se déplacer à l'extérieur de l'établissement - par exemple sur un chantier - si leur mission le justifie.
| Effectifs de l'établissement | Nombres d’heures de fonctionnement par mois |
| ---------------------------- | ------------------------------------------- |
| jusqu'à 99 salariés          | 2                                           |
| de 100 à 299 salariés        | 5                                           |
| de 300 à 499 salariés        | 10                                          |
| de 500 à 1 499 salariés      | 15                                          |
| à partir de 1 500 salariés   | 20                                          |

Lors de leur première désignation, les membres du CHSCT ont en outre un droit individuel leur permettant de suivre une formation initiale à l'exercice de leur mandat. À l'issue de deux mandats consécutifs ou non (soit 4 ans), ils ont droit à une formation de renouvellement. Les formations ont une durée fixée à 3 jours (entreprise de moins de 300 salariés) ou jusqu'à 5 jours (plus de 300 salariés, voir la convention collective en vigueur). Il s'agit d'une formation CHSCT obligatoire.
Dans le secteur privé, les membres du CHSCT sont des salariés protégés : ils bénéficient d'une protection contre le licenciement identique à celle des autres représentants du personnel (délégués du personnel et Comité d'entreprise).

### Importance des documents émis
Différents documents sont émis à l'occasion des réunions du CHSCT : 
- par l'employeur : programme annuel de prévention des risques professionnels et d'amélioration des conditions de travail ; rapport annuel écrit faisant le bilan de la situation générale de la santé, de la sécurité et des conditions de travail ; document unique d'évaluation des risques ;
- par le secrétaire : ordre du jour et compte rendu de réunion ;
- par les autres membres : rapports d'enquêtes, comptes-rendus de visites.

En réunion de CHSCT, lorsqu’un problème se pose sans que des décisions puissent être arrêtées, les employés ont intérêt à voter une mission. À la suite de cette mission, si le problème persiste et qu’il est important, il convient d'engager une expertise. En effet, c’est entre les réunions que le travail se fait. La réunion doit être considérée comme un lieu où le point de la situation est fait régulièrement et où des décisions sont arrêtées. Le but des représentants, qui est de faire intervenir le personnel pour l’amélioration de ses propres conditions de travail, se joue essentiellement par le travail effectué entre les réunions.
Pourtant, le procès-verbal de la réunion est un document important. En effet, il constitue très souvent une pièce essentielle dans le dossier de l’accident du travail. Les comptes rendus de missions devront être intégrés en entier aux procès-verbaux des réunions.
Il faut rappeler que si un danger grave et imminent a été signalé à l’employeur dans le registre prévu à cet effet et qu’un accident survient, le bénéfice de la faute inexcusable de l’employeur est, de plein droit, acquise pour la victime ou ses ayants droit. 
Le CHSCT n’a pas à rechercher les éventuelles responsabilités pénales des accidents. Mais l’employeur ne peut ignorer que, lorsqu’un danger lui a été signalé par un membre du CHSCT, sa responsabilité est pleinement engagée s’il ne prend pas les mesures utiles à faire cesser ce danger et qu’un accident se produit. C’est une des raisons de la force du travail dans le CHSCT. L’employeur ne peut rejeter une proposition sans motiver son refus.
En effet, à chaque danger signalé doivent correspondre des mesures de prévention, de sécurité, de protection et, si un risque subsiste, une organisation des secours adaptée devra être mise en place. C’est l’objet de l’obligation générale de sécurité imposée à l’employeur par le code du travail.
Pour que cette obligation donne tous ses effets, l’écrit à une valeur déterminante. La rédaction des rapports de mission et la rédaction des procès-verbaux de réunion doivent donc faire l’objet d’un soin particulier.
C’est le secrétaire qui établit les procès-verbaux de réunion, c’est à lui de les signer. Il en est responsable. La prise de notes et la rédaction de ces procès-verbaux peuvent le cas échéant être déléguées à une personne ne faisant pas partie du CHSCT, voire à un prestataire externe. Dans certains établissements, le président de CHSCT tient également à signer les procès-verbaux. Il peut le faire à condition qu’il n’influe pas sur son contenu.